# Хирш, Дженни
Дженни (Женни) Хирш (Гирш) (нем. Jenny Hirsch; 1829—1902) — немецкая писательница, переводчица, редактор, педагог и общественный деятель, активистка движения за права женщин.

## Биография
Дженни Хирш родилась 25 ноября 1829 года в городе Цербсте в ортодоксальной еврейской семье. Рано лишившись родителей, она занималась сначала частными уроками, а потом сделалась учительницей в элементарной школе для девочек.
Одновременно с преподавательской деятельностью Хирш работала на литературном поприще, посвящая свой писательский талант защите прав женщин. Статьи Дженни Хирш обратили внимание берлинских поборниц равноправия женщин, и eй было предложено стать во главе берлинского журнала «Bazar», где она писала под псевдонимом J. N. Heinrich. В течение четырёх лет (1860—1864) он красноречиво отстаивала права женщины как на ремесленный и фабричный труд, так и на доступ в высшие учебные заведения.
В 1865 году Д. Хирш выступила с большим успехом на первом женском конгрессе в Лейпциге и была избрана секретарём Женского общества равноправия, занимая эту должность до 1883 года.
В 1870 году она стала редактором газеты «Frauenаnwalt», являвшейся официальным органом Союза немецких образовательных и промышленных ферейнов.
Вместе с Марией Валль она написала «Haus und Gesellschaft in England» (Berlin, 1878); она перевела на немецкий язык под названием «Hörigkeit der Frau» знаменитое сочинение Джона Стюарта Милля «Subjection of woman»; её перу принадлежит и юбилейная книга «Geschichte der 25-jährigen Wirksamkeit des Lettevereins».
Романы и повести Гирш, подписанные в большинстве случаев псевдонимом L. Arenfeldt, пользовались в свое время заметным успехом, и, например, роман «Schwere Ketten» в течение 1884 года выдержал три переиздания.
Дженни Хирш умерла 10 марта 1902 года в городе Берлине.